# Эрнст Август Ганноверский (род. 1983)
Эрнст Август, наследный принц Ганноверский (нем. Ernst August Prinz von Hannover Herzog zu Braunschweig und Lüneburg; род. 19 июля 1983, Хильдесхайм) — наследный принц Ганноверского дома. Старший сын и наследник принца Эрнста Августа Ганноверского (род. 1954), главы Ганноверского королевского дома (с 1987 года) от первого брака с Шанталь Хохули (род. 1955).

## Биография
Родился 19 июля 1983 года в Хильдесхайме (Нижняя Саксония, Германия). При крещении он получил имя — Эрнст Август Андреас Филипп Константин Максимиилан Стефан Рольф Людвиг Рудольф.
У него есть младший брат Кристиан (род. 1985) и единокровная сестра Александра (род. 1999). Эрнст Август является потомком по мужской линии короля Великобритании Георга III и потомком по женской линии королевы Великобритании Виктории. Эрнст Август Ганноверский состоит в линии наследования британского королевского престола.
Принц был крещен 15 октября 1983 года в замке Мариенбург (Нижняя Саксония). Его крестными родителями были князь Андреас Лейнингенский, принц Филипп Эрнст Шаумбург-Липпский, принц Фелипе Астурийский, бывший король Греции Константин II, маркграф Максимилиан Баденский, Рольф Сакс, Стефан фон Ватцдорф, принц Людвиг Рудольф Ганноверский и принц Вельф Генрих Ганноверский.
Эрнст Август Ганноверский учился в Малвернском колледже. Затем он продолжил образование в Нью-Йорке, живет в Лондоне, где работает в банковском бизнесе.
В 2004 году его отец передал Эрнсту Августу немецкую собственность Ганноверского королевского дома, в том числе замок Мариенбург. После продажи родового поместья Каленберг в 2010 году молодой принц стал использовать в качестве своей частной резиденции княжеский дом в Херренхаузенских садах в Ганновере. Этот небольшой дворец-музей был построен в 1720 году курфюрстом Ганновера и первым королём Великобритании Георгом I. В течение нескольких последних лет наследный принц исполняет представительские обязанности в федеральной земле Нижняя Саксония, большая часть которой раньше входила в состав Королевства Ганновер и Герцогства Брауншвейг. Принц также управляет семейной собственностью в Австрии.

## Личная жизнь

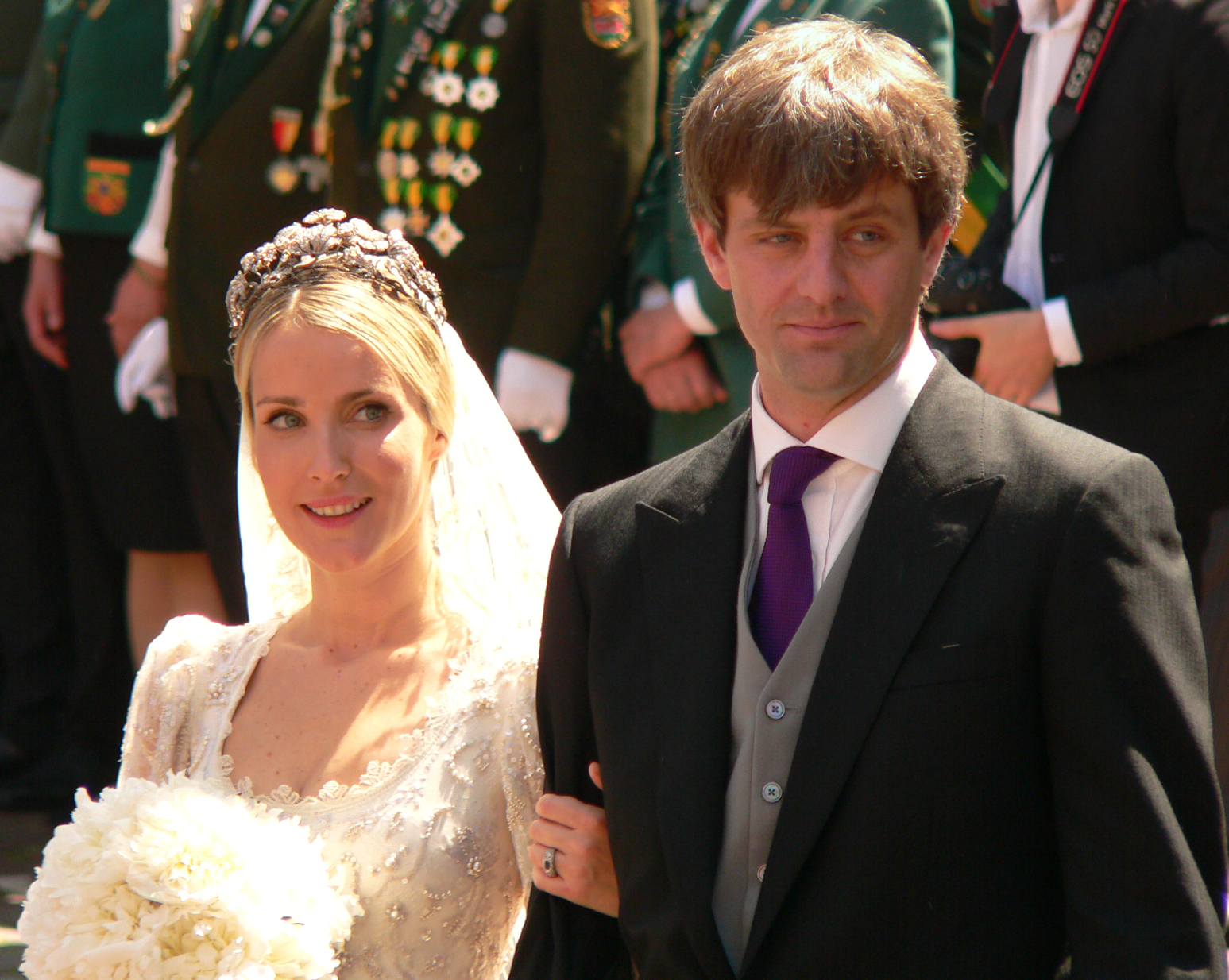
Принц Эрнст Август Ганноверский и его жена Eкaтeрина Малышевa, 8 июля 2017 года

В 2016 году обручился с дизайнером русского происхождения, уроженкой города Апатиты Екатериной Малышевой (р. 1986). Гражданская церемония состоялась 6 июля, венчание — 8 июля 2017 года. После свадьбы супруга Эрнста Августа получила титул «Её королевское высочество наследная принцесса Екатерина Ганноверская, герцогиня Брауншвейгская и Люнебургская».
У пары сын и 3 дочери:
- Элизабет Татьяна Максимилиана Якобелла Фаиза фон Ганновер (родилась 22 февраля 2018 года)
- Вельф Август Йоханнес Фердинанд Карл Вильгельм Энтони Хулио Марио фон Ганновер (родился 14 марта 2019 года)
- Элеонора Дина Даниэла Александра фон Ганновер (родилась 26 июля 2021 года)
- Маргарита (родилась 18 июля 2024 года)

## Титулы
- 19 июля 1983 — 9 декабря 1987 года — «Его королевское высочество принц Эрнст Август Ганноверский, герцог Брауншвейг-Люнебургский»
- 9 декабря 1987 — настоящее время — «Его королевское высочество наследный принц Ганноверский, герцог Брауншвейг-Люнебургский».